# 走れ 走れ
「走れ 走れ」（はしれ はしれ）は、ファンキー加藤の楽曲。楽曲はファンキー加藤と大知正絋が制作した。彼の7作目のシングルとして、2016年10月19日にドリーミュージックから発売された。
楽曲はTBSテレビ『イベントGO!』2016年11月度オープニングテーマに起用された。
シングルはDVDが付属している初回盤と、CDのみの通常盤の2形態がリリースされている。2016年10月31日付オリコン週間シングルチャートで初登場19位を記録した。

## シングル収録トラック
1. 走れ 走れ [4:08]
作詞・作曲 : ファンキー加藤/大知正絋
2. カラフル [4:05]
作詞・作曲 : ファンキー加藤/soundbreakers
3. 急性ラブコール中毒 Part.2 [3:39]
作詞・作曲 : ファンキー加藤/田中隼人

DVD（初回盤）
1. VIDEO CLIP
2. 漢への道 番外編 〜修行編〜